# Distopía
Una distopía o antiutopía es una sociedad ficticia indeseable en sí misma. El término, procedente del griego, fue creado por John Stuart Mill a finales del siglo XIX como antónimo directo de utopía, término que a su vez fue acuñado por santo Tomás Moro y figura como el título de su obra más conocida, publicada en 1516, donde describe un modelo para una sociedad ideal con niveles mínimos de crimen, violencia y pobreza.

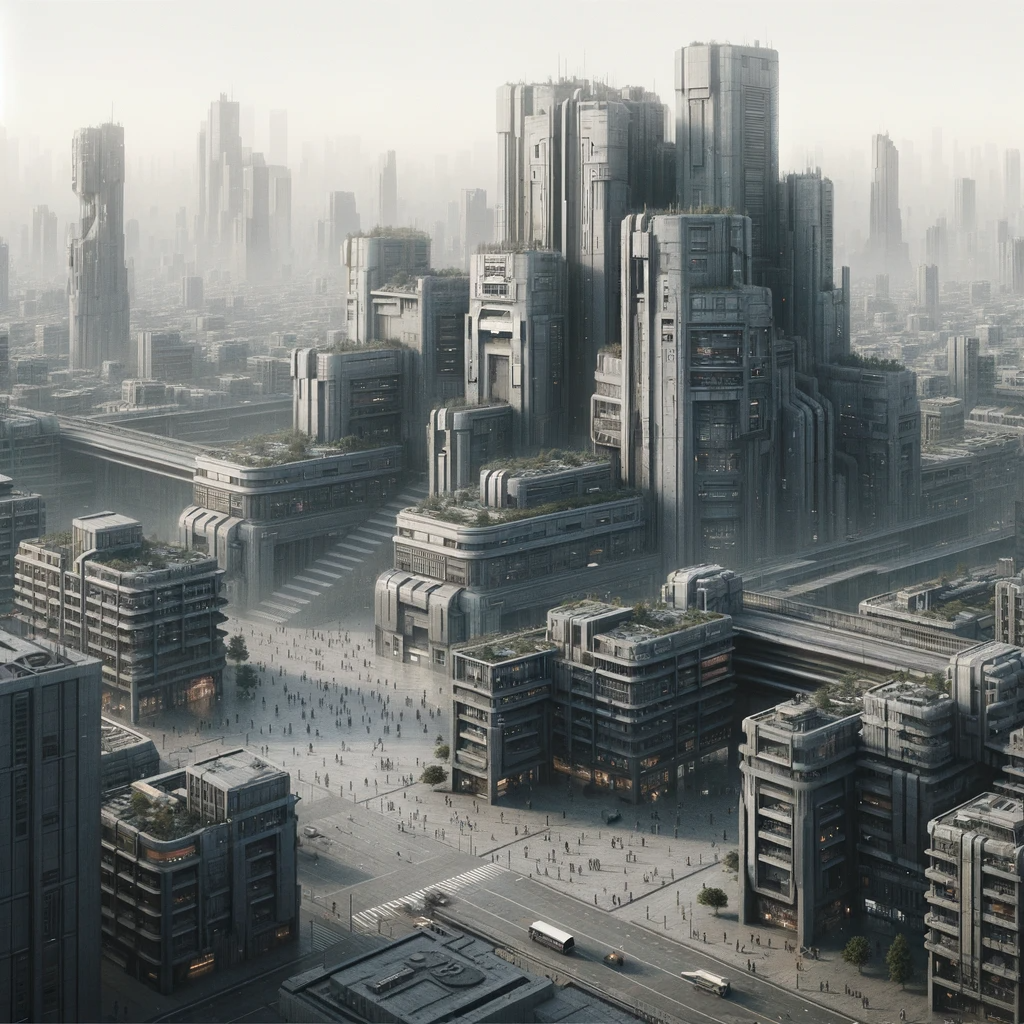
Una megaciudad distópica, al estilo de Metrópolis (1927)

Las distopías a menudo se caracterizan por la deshumanización, los gobiernos tiránicos, posguerras de conflictos de grandes dimensiones (como una guerra nuclear), los desastres ambientales u otras características asociadas con un declive cataclísmico en la sociedad. Las sociedades distópicas aparecen en muchas obras de ficción y representaciones artísticas, particularmente en historias ambientadas en el futuro. Algunos de los ejemplos más famosos son 1984 de George Orwell, Un mundo feliz de Aldous Huxley y Fahrenheit 451 de Ray Bradbury. Las sociedades distópicas aparecen en muchos subgéneros de ficción y a menudo se utilizan para llamar la atención sobre la sociedad, el medio ambiente, la política y la economía, religión, psicología, ética, ciencia o tecnología. Algunos autores usan el término para referirse a sociedades existentes, muchas de las cuales son o han sido estados totalitarios o sociedades en un estado avanzado de colapso.
Algunos estudiosos, como Gregory Claeys y Lyman Tower Sargent, hacen ciertas distinciones entre sinónimos típicos de distopías. Por ejemplo, Claeys y Sargent definen las distopías literarias como sociedades imaginadas como sustancialmente peores que la sociedad en la que escribe el autor, mientras que las antiutopías funcionan como críticas a los intentos de implementar varios conceptos de utopía. En su Dystopia: A Natural History (Oxford University Press, 2017), Claeys ofrece un enfoque más matizado e histórico de estas definiciones. Aquí la tradición se remonta desde las primeras reacciones a la Revolución francesa. Se destaca su carácter comúnmente anticolectivista y también se traza la adición de otros temas (los peligros de la ciencia y la tecnología, la desigualdad social, la dictadura corporativa o la guerra nuclear).

## Etimología

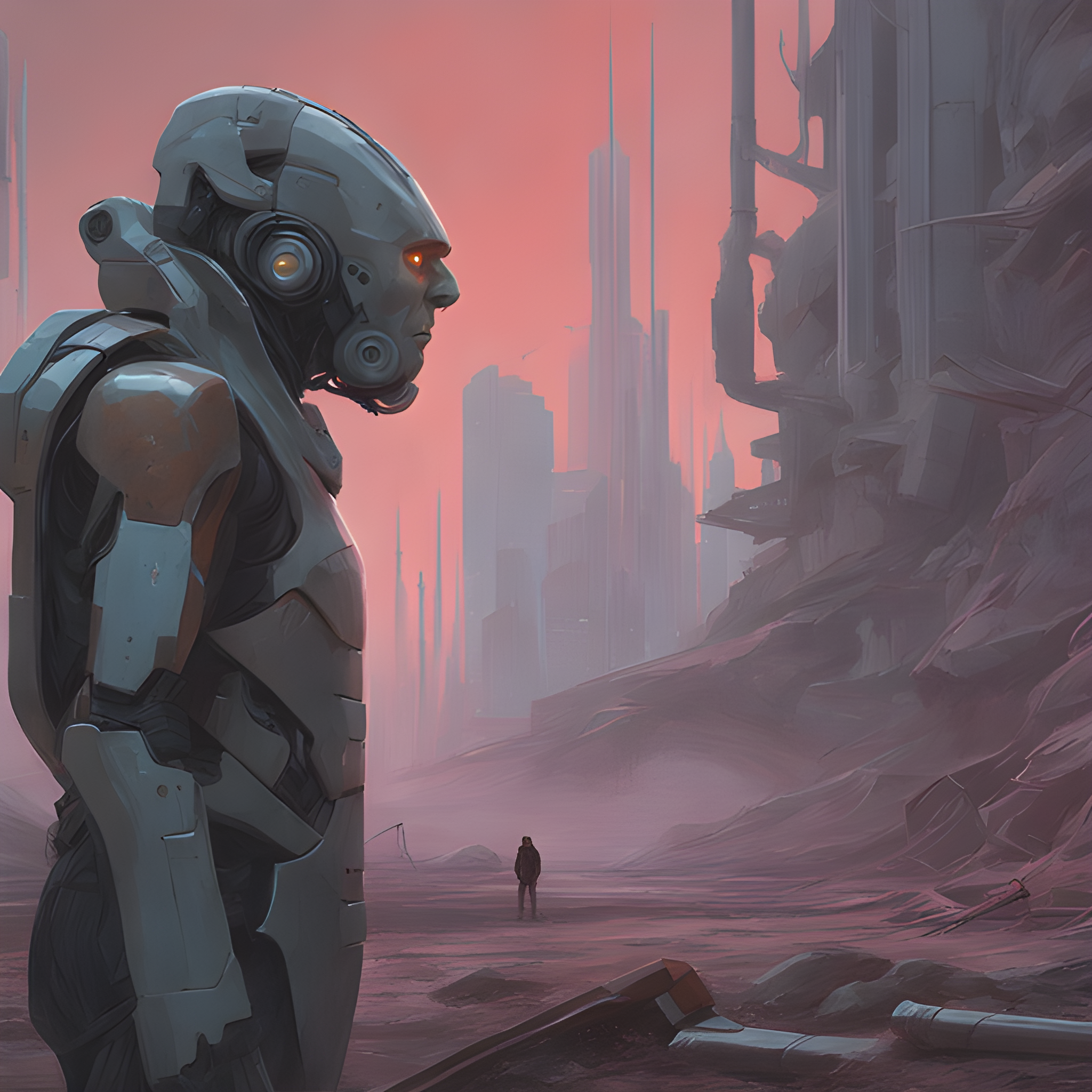
La contaminación y las malas condiciones de vida son un tema común (imagen realizada con Stable Diffusion)

En español, el término proviene del latín moderno dystopiase y este del griego antiguo δυσ- dys- 'dis-', prefijo de sentido negativo, y utopia 'utopía'.
El término utopía fue acuñado por Tomás Moro para describir una sociedad ideal, y por lo tanto inexistente: el término se origina en griego: οὐ ("no") y τόπος ("lugar"), que significa literalmente "no-lugar" o, como glosó Quevedo; "no hay tal lugar". Un concepto también relacionado es el de eutopía, del griego ευ- (eu) "prefijo que indica algo bueno o favorable" y τόπος, significando 'buen lugar', un lugar imaginario, no existente, donde habita una sociedad idealizada.
Distopía o cacotopía son términos antónimos de eutopía, significando una «utopía negativa», donde la realidad transcurre en términos antitéticos a los de una sociedad ideal, representando una sociedad hipotética indeseable.

## Historia

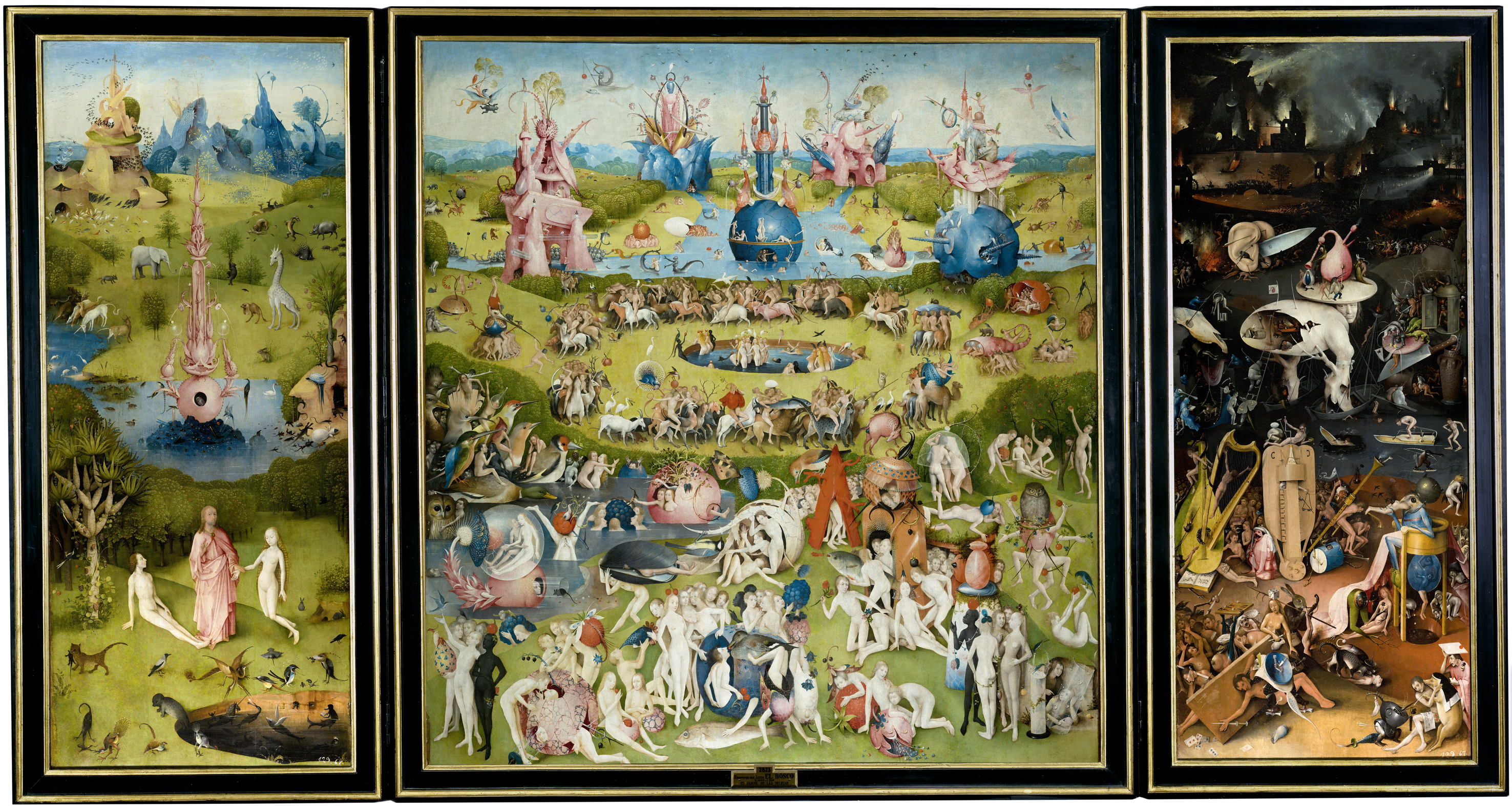
La distopía de El jardín de las delicias realizada por el pintor El Bosco.

Se atribuye la primera utilización del término "distopía" que existe documentada a John Stuart Mill, en un discurso de una intervención parlamentaria en 1868. Si bien el término distopía estuvo relegado del Diccionario de la Real Academia Española fue añadido por uno de sus académicos quién describe la distopía como:

«(...) representación imaginaria de una sociedad futura con características negativas que son las causantes de alienación moral».
José María Merino.

Consensualmente, se tiene a las obras: Un mundo feliz de Aldous Huxley, 1984 de George Orwell y Fahrenheit 451 de Ray Bradbury como la trilogía fundacional del género distópico. Si bien existieron obras catalogadas como distópicas con anterioridad, se podría deducir claramente que el inicio de dicho género literario empezó con la obra Nosotros del escritor ruso Zamiatin (1924) cuyo libro pudo haber inspirado fuertemente a los tres célebres escritores antes citados. Hay quienes señalan Eugenia de Eduardo Urzaiz Rodríguez, como un precursor de las novelas distópicas; aunque la novela breve La máquina se para, de E.M. Forster, es anterior, publicada en 1909, y es evidentemente una distopía propiamente dicha, enfocada a una sociedad futura altamente dependiente de la tecnología, hasta el punto de deshumanizar a las personas y alejarlas de su condición social. Sin embargo, es probablemente la novela Señor del mundo (Lord of the World, 1907) de Robert Hugh Benson la que puede ser considerada primera entre las plenas distopías modernas, influyendo además claramente tanto en 1984 como en Un mundo feliz. 
La película Metrópolis basada en una novela del mismo nombre de Thea von Harbou de 1926 también se puede señalar como una obra embrionaria y cinematográfica del género distópico.
La separación de los términos de utopía y distopía sucede entre los siglos XVIII y XX, con uno de los elementos que caracteriza a la distopía: el ataque a los defectos de la sociedad. En 1726, Jonathan Swift escribe una novela en una mezcla utópica de sátira y parodia a la sociedad llamada Los viajes de Gulliver, utilizando recursos narrativos de la novela de viajes. En 1741, Ludvig Holberg en su Viaje al mundo subterráneo introduciría a un viajero al centro de la tierra, con un planeta con su centro hueco, que sería utilizado posteriormente por múltiples escritores. En la novela Los quinientos millones de la begún (1879) Julio Verne nos narra dos ciudades-estado (France-ville y Stahstald) con ciertos rasgos utópicos y distópicos.

## Temática y uso

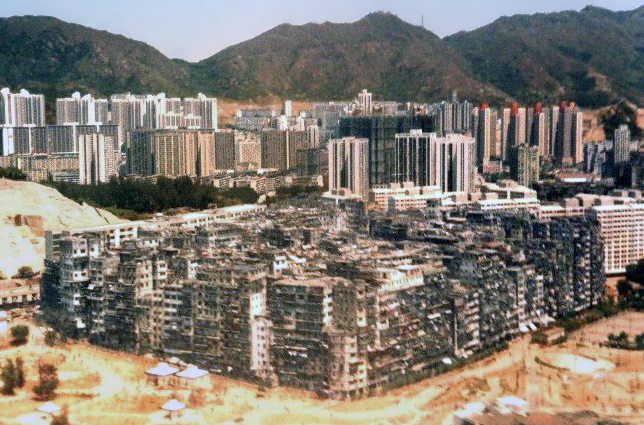
La vida en la ciudad amurallada de Kowloon a menudo ha inspirado la identidad distópica en las obras de los medios modernos.

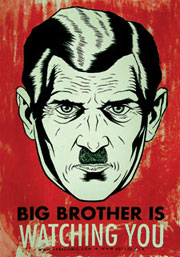
El Gran Hermano te vigila, de 1984.

Para retratar los males de una sociedad ficticia, las distopías se caracterizan por:
1. Poseer una naturaleza real: ya que tienen un fundamento real para reflejar su trama;
2. Poseer una naturaleza irreal: utópica para describir estados sociales o políticos ilusorios e imaginados.[16]

La mayor parte de las distopías describen sociedades que son consecuencia de tendencias sociales actuales y que llevan a situaciones totalmente indeseables. Surgen como obras de advertencia, o como sátiras, que muestran las tendencias actuales extrapoladas en finales apocalípticos.
Las distopías guardan mucha relación con la época y el contexto sociopolítico en que se conciben. Por ejemplo, algunas distopías de la primera mitad del siglo XX o a mediados de siglo advertían de los peligros del socialismo de Estado, de la mediocridad generalizada, del control social, de la evolución de las democracias liberales hacia sociedades totalitarias, del consumismo y el aislamiento. Ejemplos de ello son: Nosotros de Yevgueni Zamiatin, Señor del mundo de Robert Hugh Benson, 1984 de George Orwell, Mercaderes del espacio de Frederik Pohl y Cyril M. Kornbluth, Un mundo feliz de Aldous Huxley y Fahrenheit 451 de Ray Bradbury.
Otras más recientes son obras de ciencia ficción ambientadas en un futuro cercano y etiquetadas como ciberpunk, que utilizan una ambientación distópica en que el mundo se encuentra coercitivamente dominado por las grandes transnacionales capitalistas con altos grados de sofisticación tecnológica y carácter represivo. Un ejemplo de este tipo de novelas es Snow Crash (1992) de Neal Stephenson, Traición (2005) del autor estadounidense Scott Westerfeld o La chica mecánica (2009) del escritor Paolo Bacigalupi. Dentro de la ficción española, tiene ambiente retrofuturista y distópico La ciudad del Gran Rey de Oscar Esquivias.
Otras distopías son presentadas como utopías en su visión superficial, pero a medida que los personajes se adentran en la misma descubren que el aparente mundo utópico mantiene ocultas características propias de las distopías que resultan indispensables para su funcionamiento. Estas distopías suelen estar pensadas para advertir sobre los riesgos de la manipulación mediática o política.

### Política
Las distopías políticas como 1984 de George Orwell, publicada en 1949, versan sobre los peligros del totalitarismo, ésta en particular ponía su énfasis en el régimen de Stalin, narrando sobre un único Big Brother que todo lo ve, pero si bien no se publicó con la intención de que fuese catalogado como ciencia ficción, terminó siendo un clásico del género. En esta subdivisión también se puede agregar Nosotros de Yevgueni Zamiatin, publicada en 1921, novela que critica claramente el régimen soviético y se cree que además puede hacer referencia al fascismo de Mussolini.
Opuesto a ello se encuentra Los desposeídos de Ursula K. Le Guin, publicada en 1974, que describe un mundo anarquista llamado Anarres en oposición al mundo capitalista de Urras. Es preciso señalar que, contrariamente a como se afirma en varios ámbitos, la distopía no es una predicción política, sino una sátira del presente.
El control social puede verse en La fe de nuestros padres de Philip K. Dick, una historia corta publicada en 1967, en la que se describen drogas alucinógenas diluidas en el agua para mantener a los ciudadanos bajo el dominio extraterrestre.
El conocimiento de los individuos en las distopías puede ser mediante espionaje o por medio de un control tan riguroso que el Estado lo controla mediante el sistema. Los espías son predominantes en 1984, con telepantallas que dan los comunicados y además, transmiten hasta el más mínimo detalle de los hogares. En Nosotros en cambio, los edificios son transparentes, los números se convierten en una regla social y canon de belleza, lo asimétrico será feo y los sueños serán considerados una enfermedad. Así, se les otorga a los ciudadanos un horario para cumplir, incluyendo para mantener relaciones sexuales.

### Tecnológica o científica
Un mundo feliz de Aldous Huxley, publicado en 1932, describe un mundo de castas en función de la genética y trata el tema de la eugenesia en profundidad. Así trata temas como la manipulación de embriones para crear una sociedad conformista.
La pianola de Kurt Vonnegut, publicada en 1952, relata la automatización de la sociedad, donde los ingenieros han sido elevados al nivel más alto de la misma, y los hombres han quedado rezagados por las máquinas.
Steins;Gate de 5pb., Manga basado en un videojuego que narra la historia de un grupo de amigos que logran crear una máquina capaz de enviar mensajes al pasado, los cuales terminan siendo perseguidos por una organización (SERN basados en CERN) que pretende apoderarse de la Máquina del tiempo. No pasa mucho tiempo antes de que se enteren de que el futuro está regido por SERN, que gobierna una distopía en la que los humanos son esclavizados.
La serie de televisión británica Black Mirror advierte sobre los efectos indeseados que la tecnología puede generar en la vida humana en un futuro cercano tomando como base la forma en que los usuarios interactúan con los dispositivos tecnológicos actuales. El género distópico se ve reflejado claramente en cada uno de sus capítulos, que no guardan relación de continuidad entre sí.

### Humorísticas o satíricas
Mercaderes del espacio (1953) y su continuación, La guerra de los mercaderes, de Frederik Pohl y Cyril Kornbluth describen un mundo absurdo dominado por las corporaciones y sus publicidades. O Limbo de Bernard Wolfe, publicada en 1952 como reflejo de la Guerra Fría.

### De género
También existen distopías de corte feminista o liberador, como El cuento de la criada de Margaret Atwood, publicado en 1985, tratando una sociedad bajo un régimen teocrático y conservador, con la mujer teniendo como único valor sus ovarios y siendo relegada a un segundo plano. O Lengua materna y La rosa de Judas de Suzette Haden Elgin teniendo la lingüística un papel muy importante. Aun anterior a éstas es Swastika Night de Katharine Burdekin, publicada en 1937 bajo el seudónimo de Murray Constantine, con un fascismo predominante donde Hitler es venerado como un dios, los judíos han sido erradicados y los japoneses son la única potencia restante. Pero por sobre todo prevalece un culto a la masculinidad y la marginación femenina, ha sido uno de los libros "pioneros en crítica feminista".

### Ecológicas
Las catástrofes ecológicas pueden ser presentadas como parte de la trama o como un elemento central, y es una de las subdivisiones más utilizadas de las distopías. Como elemento central se encuentra en títulos como Más verde de lo que creéis de Ward Moore, o La muerte de la hierba de John Christopher.
En Todos sobre Zanzibar de John Brunner, publicado en 1968, enfrenta la contaminación y la superpoblación es tal que las personas pagan por estar un tiempo a solas. Unos años antes ¡Hagan sitio!, ¡hagan sitio! de Harry Harrison, publicado en 1966, relata temas sobre la sobrepoblación, la hambruna y presenta a la humanidad reciclando los cadáveres humanos para obtener alimento.
J. G. Ballard crearía una trilogía de libros con El mundo sumergido (1962), La sequía (1964) y El mundo de cristal (1966) abordando las catástrofes consecuencia del abuso tecnológico e ignorancia ambiental, tratando temas como el agujero de la capa de ozono, la polución en el agua, la aniquilación de vegetales y animales.

### Espaciales o que implican civilizaciones exteriores
Existe un nuevo género distópico basado en la lucha entre civilizaciones. El autor Cixin Liu ha popularizado una trilogía que comienza con El problema de los tres cuerpos, seguida de El bosque oscuro y El fin de la muerte. El argumento principal es la lucha de una humanidad distópica desde los años sesenta del siglo XX hasta más allá del siglo XXIII. 
Esta sociedad oscura y deprimida recuerda mucho a las de las distopías tecnológicas o científicas, aunque la componente adicional de civilizaciones extraterrestres y los viajes por el espacio expanden aún más la visión pesimista del ser humano y lo lleva a nuevas dimensiones a niveles psicológicos y sociales.

## Clasificaciones de literatura y cine distópico
Podemos clasificar la literatura y el cine que transcurren en sociedades distópicas según el papel que desempeña la sociedad en sí misma:
- Puras: Están basadas en complejos sistemas sociales, legales, económicos, culturales o políticos contra los que el protagonista lucha. Ejemplos de este tipo serían Nosotros, de Yevgueni Zamiatin, 1984 de George Orwell, Un mundo feliz de Aldous Huxley o V de Vendetta de Alan Moore y David Lloyd.
- Indirectas: La sociedad distópica es un escenario de fondo donde se desarrolla la historia. La trama que se describe no parte del enfrentamiento del protagonista con el sistema. Por ejemplo, en la película Blade Runner, dirigida por Ridley Scott, se trata de un conflicto personal de identidad. En Ensayo sobre la ceguera novela de José Saramago, posteriormente llevada al cine, se refleja la mezquindad, egoísmo y crueldad de las personas. En este tipo estarían todas las tramas postapocalípticas.

Nayibe Peña Frade clasifica la literatura y el cine distópico que describe las sociedades de masas en función del tipo de dominación política a la que están sometidas:
- Sociedades polares: Formadas por una élite dueña de los medios de producción y una gran masa de desposeídos que sólo tienen la fuerza de trabajo. Ejemplos de este tipo serían Neuromante de William Gibson, Leyes de mercado de Richard Morgan o Mercaderes del espacio de Frederik Pohl y Cyril M. Kornbluth.
- Sociedades religiosas: El poder es ejercido por un caudillo carismático que es proveedor y dominador absoluto de la sociedad. Por ejemplo Nosotros de Yevgueni Zamiatin y Los amantes de Philip José Farmer. Se puede incluir también el videojuego BioShock Infinite, de Ken Levine.
- Sociedades aparentemente dominadas por la ciencia: Garantizan la estabilidad eliminando el conflicto ya ofreciendo un bienestar absoluto, ya gracias a la manipulación psíquica de sus habitantes. Ejemplos: Un mundo feliz de Aldous Huxley, El fugitivo y La larga marcha de Stephen King y la trilogía Matrix de las hermanas Wachowski. También están los videojuegos de "BioShock" de Ken Levine.

También 'The lobster' ('La langosta' en Latinoamérica)